# Richard Girnt Butler
Richard Girnt Butler (Denver, Colorado, 23 de febrer de 1918 — Hayden, Idaho, 8 de setembre de 2004) va ser un cap del suprematisme blanc, reverend de l'Església de Jesucrist (Church of Jesus Christ–Christian en anglès), fundador de l'organització extremista Nació Ària (Aryan Nations en anglès) i persona vinculada al moviment fonamentalista Identitat Cristiana. Admirador de Hitler, va ser un dels més importants activistes neonazis dels Estats Units.

## Activitats religioses
Va ser ministre religiós de l'Església presbiteriana fins al 1974, any el qual va decidir fundar la seva pròpia agrupació cristiana, l'Església de Jesucrist.

## Activisme ideològic
Richard Butler ha estat un dels dirigents més antics del supremacisme blanc; les seves fonamentacions ideològiques se centraren en el supremacisme blanc i l'anomenat israelisme britànic. Va justificar els actes de violència contra els "enemics del cristianisme". La seva organització, Nació Ària, és responsable de distints atacs contra homosexuals, jueus, el Govern dels Estats Units i clíniques en les quals es practiquen avortaments. L'objectiu final d'aquesta organització va ser la instauració d'una teocràcia cristiana dirigida per una minoria blanca, i la destrucció física de tots els considerats responsables de "depravar la humanitat".